# استرپتوکوک کانستلاتوس
استرپتوکوک کانستلاتوس (Streptococcus constellatus)، گونه‌ای  از استرپتوکوک است. این باکتری، بخشی از فلور نرمال دهان، مجرای ادراری و روده‌است. با این وجود، موجب ایجاد عفونت‌های چرکی در جایگاه‌های دیگر بدن می‌شود. پژوهش‌های هومولوژی DNA و تعیین توالی 16S rRNA نشان می‌دهد که این باکتری به همراه استرپتوکوک آنژینوسوس و استرپتوکوک اینترمدیوس در گروه استرپتوکوک میلری قرار می‌گیرند. استرپتوکوک کانستلاتوس بر اساس طبقه‌بندی لنسفیلد می‌تواند در گروه‌های A,C,G,F
قرار گیرد یا غیرقابل طبقه‌بندی باشد. همولیز بر روی آگار خوندار، بتاهمولیتیک یا گاماهمولیتیک (بدون همولیز) است.
این باکتری، بیشتر در ایجاد آبسه در قسمت‌های فوقانی بدن و ریه نقش دارد مانند آبسه‌های کبدی و مغزی. همچنین استرپتوکوک کانستلاتوس در تشدید بیماری ریوی مبتلایان به فیبروز سیستیک نیز نقش دارد.